# Fynske Motorvej
Autostrada M40 (duń. Fynske Motorvej) - autostrada biegnąca ze wschodu na zachód w całości na wyspie Fionia od Mostu nad Wielkim Bełtem, gdzie łączy się z autostradą M20 (Vestmotorvejen) do mostu nad cieśniną Mały Bełt, gdzie łączy się z autostradą M60 (Østjyske Motorvej).
Mimo oznaczenia duńskiej autostrady jako M40, na oznakowaniach występuje jedynie symbol E20.

## Odcinki międzynarodowe
Droga na całej długości jest częścią trasy europejskiej E20.